# António Brescovit
António Domingos Brescovit (1959) è un aracnologo brasiliano.

## Biografia
Laureato in Zoologia alla Universidade Federal do Paraná nel 1989, vi ha anche conseguito il dottorato nel 1995. Lavora alla sezione artropodi dell'Instituto Butantan nella città brasiliana di San Paolo

## Campo di studi
Si occupa prevalentemente della tassonomia dei ragni (Haplogynae, Ctenidae, Anyphaenidae, Lycosidae, Linyphiidae e Salticidae), in misura minore degli altri artropodi: Diplopoda, Myriapoda e Schizomida. Ha al suo attivo oltre 250 pubblicazioni nel settore ed ha collaborato anche alla stesura di una ventina di capitoli di pubblicazioni librarie.

## Alcuni taxa descritti
- Aljassa Brescovit, 1997 - genere di ragni della famiglia Anyphaenidae
- Amatorculus Ruiz & Brescovit, 2005 - genere di ragni della famiglia Salticidae
- Amazoromus Brescovit & Höfer, 1994 - genere di ragni della famiglia Gnaphosidae
- Bromelina Brescovit, 1993 - genere di ragni della famiglia Anyphaenidae
- Buckupiella Brescovit, 1997 - genere di ragni della famiglia Anyphaenidae
- Capeta Ruiz & Brescovit, 2005 - genere di ragni della famiglia Salticidae
- Cupiennius vodou Brescovit & Polotow, 2005 ragno (Ctenidae)
- Ecitocobius Bonaldo & Brescovit, 1998 - genere di ragni della famiglia Corinnidae
- Gavarilla Ruiz & Brescovit, 2006 - genere di ragni della famiglia Salticidae
- Gephyroctenus portovelho Polotow & Brescovit, 2008 ragno (Ctenidae)
- Hatitia Brescovit, 1997 - genere di ragni della famiglia Anyphaenidae
- Heidrunea Brescovit & Höfer, 1994 - genere di ragni della famiglia Trechaleidae
- Heidrunea arijana Brescovit & Höfer, 1994 ragno (Trechaleidae)
- Hersilia lelabah Rheims & Brescovit, 2004 ragno (Hersiliidae)
- Hibana Brescovit, 1991 - genere di ragni della famiglia Anyphaenidae
- Iguarima Brescovit, 1997 - genere di ragni della famiglia Anyphaenidae
- Ilocomba Brescovit, 1997 - genere di ragni della famiglia Anyphaenidae
- Ilocomba perija Brescovit, 1997 ragno (Anyphaenidae)
- Isoctenus segredo Polotow & Brescovit, 2009 ragno (Ctenidae)
- Iviraiva Rheims & Brescovit, 2004 - genere di ragni della famiglia Hersiliidae
- Jessica Brescovit, 1997 - genere di ragni della famiglia Anyphaenidae
- Jessica rafaeli Brescovit, 1999 ragno (Anyphaenidae)
- Katissa Brescovit, 1997 - genere di ragni della famiglia Anyphaenidae
- Lepajan Brescovit, 1993 - genere di ragni della famiglia Anyphaenidae
- Losdolobus Platnick & Brescovit, 1994 - genere di ragni della famiglia Orsolobidae
- Losdolobus opytapora Brescovit, Bertoncello & Ott, 2004 ragno (Orsolobidae)
- Lupettiana Brescovit, 1997 - genere di ragni della famiglia Anyphaenidae
- Lupettiana piedra Brescovit, 1999 ragno (Anyphaenidae)
- Nosferattus Ruiz & Brescovit, 2005 - genere di ragni della famiglia Salticidae
- Ohvida Polotow & Brescovit, 2009 - genere di ragni della famiglia Ctenidae
- Ohvida turquino Polotow & Brescovit, 2009 ragno (Ctenidae)
- Otoniela Brescovit, 1997 - genere di ragni della famiglia Anyphaenidae
- Parabatinga Polotow & Brescovit, 2009 - genere di ragni della famiglia Ctenidae
- Pippuhana Brescovit, 1997 - genere di ragni della famiglia Anyphaenidae
- Thaloe Brescovit, 1993 - genere di ragni della famiglia Anyphaenidae
- Timbuka Brescovit, 1997 - genere di ragni della famiglia Anyphaenidae
- Toca Polotow & Brescovit, 2009 - genere di ragni della famiglia Ctenidae
- Umuara Brescovit, 1997 - genere di ragni della famiglia Anyphaenidae
- Umuara pydanieli Brescovit, 1997 ragno (Anyphaenidae)
- Unicorn Platnick & Brescovit, 1995 - genere di ragni della famiglia Oonopidae
- Unicorn toconao Platnick & Brescovit, 1995 ragno (Oonopidae)
- Xiruana Brescovit, 1997 - genere di ragni della famiglia Anyphaenidae
- Yabisi Rheims & Brescovit, 2004 - genere di ragni della famiglia Hersiliidae
- Ypypuera Rheims & Brescovit, 2004 - genere di ragni della famiglia Hersiliidae

## Taxa denominati in suo onore
- Anyphaenoides brescoviti Baert, 1995 - ragno della famiglia Anyphaenidae
- Carapoia brescoviti Huber, 2005 - ragno della famiglia Pholcidae
- Cybaeodamus brescoviti Lise, Ott & Rodrigues, 2010 - ragno della famiglia Cybaeidae
- Dyrines brescoviti Silva & Lise, 2010 - ragno della famiglia Trechaleidae
- Eutichurus brescoviti Bonaldo, 1994 - ragno della famiglia Miturgidae
- Magulla brescoviti Indicatti, Lucas, Guadanucci & Yamamoto, 2008 - ragno della famiglia Theraphosidae
- Mastophora brescoviti (Levi, 2003) - ragno della famiglia Araneidae
- Rudra brescoviti Braul & Lise, 1999 - ragno della famiglia Salticidae
- Synotaxus brescoviti Santos & Rheims, 2005 - ragno della famiglia Synotaxidae
- Tenedos brescoviti Jocqué & Baert, 2002 - ragno della famiglia Zodariidae
- Xeropigo brescoviti De Souza & Bonaldo, 2007 - ragno della famiglia Corinnidae

## Studi e ricerche principali
Di seguito alcune recenti pubblicazioni:
- Brescovit, A.D. & É.S.S. Álvares, 2011 - The wolf spider species from Peru and Bolivia described by Embrik Strand in 1908 (Araneae: Lycosidae: Lycosinae, Sosippinae, Allocosinae). Zootaxa n.3037, pp. 51–61.
- Brescovit, A.D. & G.D.S. Ruiz, 2011 - Two new species of Antillorena Jocqué from northeastern Brazil (Araneae, Zodariidae). Zootaxa n.2973, pp. 57–65.
- Brescovit, A.D., A.J. Santos & C.M.P. Leite, 2011 - A second species of the orb-weaving spider genus Melychiopharis from South America (Araneae: Araneidae). Zootaxa n.2798, pp. 61–63.
- Ferreira, R.L., M.F.V.R. Souza, E.O. Machado & A.D. Brescovit, 2011 - Description of a new Eukoenenia (Palpigradi: Eukoeneniidae) and Metagonia (Araneae: Pholcidae) from Brazilian caves, with notes on their ecological interactions. J. Arachnol. vol.39, pp. 409–419.
- Giroti, A.M. & A.D. Brescovit, 2011 - The spider genus Segestria Latreille, 1804 in South America (Araneae: Segestriidae). Zootaxa n.3046, pp. 59–66
- Lucas, S.M., H.M.O.G. Filho, F.d.S. Paula, R. Gabriel & A.D. Brescovit, 2011 - Redescription and new distribution records of Acanthoscurria natalensis (Araneae: Mygalomorphae: Theraphosidae). Zoologia (Curitiba) vol.28, pp. 525–530.
- Abrahim, N., A.D. Brescovit, C.R. Rheims, A.J. Santos, R. Ott & A.B. Bonaldo, 2012 - A revision of the Neotropical goblin spider genus Neoxyphinus Birabén, 1953 (Araneae, Oonopidae). Am. Mus. Novit. n.3743, pp. 1–75.
- Bonaldo, A.B., R. Saturnino, M.J. Ramírez & A.D. Brescovit, 2012 - A revision of the American spider genus Strotarchus Simon, 1888 (Araneae: Dionycha, Systariinae). Zootaxa n.3363, pp. 1–37.
- Brescovit, A.D., A.B. Bonaldo, A.J. Santos, R. Ott & C.A. Rheims. (Brescovit et al., 2012b) - The Brazilian goblin spiders of the new genus Predatoroonops (Araneae, Oonopidae). Bull. Amer. Mus. nat. Hist. vol.370, pp. 1–68.
- Brescovit, A.D., R.L. Ferreira, M.S. Silva & C.A. Rheims, 2012 - Brasilomma gen. nov., a new prodidomid genus from Brazil (Araneae, Prodidomidae). Zootaxa n.3572, pp. 23–32.
- Brescovit, A.D., C.A. Rheims, A.B. Bonaldo, A.J. Santos & R. Ott. (Brescovit et al., 2012a) - The Brazilian goblin spiders of the new genus Guaraguaoonops (Araneae: Oonopidae). Am. Mus. Novit. n.3735, pp. 1–13.
- Gonzalez-Filho, H.M.O., S.M. Lucas, F.dos S. Paula, R.P. Indicatti & A.D. Brescovit, 2012 - On the taxonomy of Acanthoscuria Ausserer from southeastern Brazil with data on the natural history of A. gomesiana Mello-Leitão (Araneae, Mygalomorphae, Theraphosidae). Internat. J. Zool. ID articolo 721793, pp. 1–11.